# Bulharsko na Letních olympijských hrách 1896
Bulharsko na Letních olympijských hrách v roce 1896 v řeckých Athénách reprezentoval pouze jeden sportovec, který útočil na medaile ve třech soutěžích v gymnastice.

## Reprezentanti

### Gymnastika
| Závod     | Pořadí | Gymnasta         |
| --------- | ------ | ---------------- |
|           |        |                  |
| Bradla    | –      | Charles Champaud |
|           |        |                  |
| Přeskok   | –      | Charles Champaud |
|           |        |                  |
| Kůň našíř | –      | Charles Champaud |
|           |        |                  |